# 石井鼎湖
石井 鼎湖（いしい ていこ、嘉永元年（1848年）3月‐明治30年（1897年）11月2日）は、明治時代の日本画家、版画家。

## 来歴
谷文晁の門人であった鈴木鵞湖の次男。江戸の生まれ。後に石井姓を名乗る。幼名は貞次郎、名は重賢。幼時より父に絵を学ぶ。安政6年（1859年）、仙台藩士の造船家三浦乾也の養子となる。文久2年松代藩士村上英俊よりフランス語を学びはじめ、翌3年（1863年）に石井家を継いだ。
明治3年（1870年）大蔵省に出仕し、紙幣や公債証書の下絵図案を作る担当をする。明治7年（1874年）に紙幣寮に入って銅版画、石版画を習得、さらに松田緑山の開業にも参加、石版画の指導にあたった。明治28年（1895年）、印刷局を辞した。明治10年（1877年）には中丸精十郎に洋画も学び、明治17年（1884年）からは自ら創立に加わった精研会の展覧会に洋画を毎海出品。明治21年（1888年）日本美術協会第一部委員となる一方、翌22年（1889年）の明治美術会創立にも参加し評議員となる。明治23年（1890年）第3回内国勧業博覧会において「豊太閤醍醐花見」で妙技三等賞を受ける。日本美術協会の展覧会で受賞を重ね、明治29年（1896年）には特別賞を受賞、洋画壇で一定の評価を築いた。
また、川上冬崖、国沢新九郎にも師事していた。明治30年（1897年）には日本南画会の結成にも参加するなど、日本画、洋画双方にわたる幅広い活動を行い、歴史上の人物を取り上げた作品も多く制作した。享年50。墓所は護国寺共同墓地九通。法名は重誓院釈賢道信士。長男は版画家で洋画家の石井柏亭、三男は彫刻家の石井鶴三である。

## 作品
- 「明治期美人」　絹本・着彩・額　福富太郎資料室所蔵　明治27年（1894年）
- 「玉堂富喜」　石版画　印刷博物館所蔵